# Kūdra (przystanek kolejowy)
Kūdra (ros. Кудра) – przystanek kolejowy w miejscowości Jurmała, na Łotwie. Położony jest na linii Ryga (Torņakalns) - Tukums.